# 雪霧鬧部落
24°44′31″N 121°21′55″E / 24.74194°N 121.36528°E
雪霧鬧部落，為台灣桃園市復興區高義里東北部的泰雅族部落，居民大部分為泰雅族原住民，北鄰西布喬溪，東接夫婦山，南鄰巴陵社區，西面大漢溪，海拔約500至600公尺之間。部落發展以農業及觀光業為主。

## 地名來源
雪霧鬧（Sbunaw，或稱Sibunao），舊稱色霧鬧，在泰雅語裡，“bunao”意為果實，“si”則為有之意，因此地以往有猴子所喜歡的一種果實，因以命名為Sibunao，又有另一說法指為落花生之意。台灣光復後，因當地地理位置較高，雖然海拔不如上巴陵等地，但只要寒流或冷氣團侵襲台灣，當地氣溫低於攝氏7度以下，就可看見附近山頭降雪，只要當地氣溫夠低，也會降雪，加上當地經常霧氣繚繞，因此才由“色霧鬧”改名為“雪霧鬧”。 

## 地理
雪霧鬧部落位於桃園市復興區高義里，根據當地口述的歷史，在泰雅族由南投縣仁愛鄉的發祥地賓斯博干（Pinsbkan）遷移過來時，一名族人Syat Sita落腳於此，他們沿著西布喬溪往上尋找較平坦之地開闢家園，成為雪霧鬧部落。由於雪霧鬧擁有得天獨厚的自然生態及觀光資源，如夫婦山登山步道，成為許多遊客前往登山露營或休閒活動的良好地點。

## 經濟活動
雪霧鬧部落的主要經濟來源來自於務農，以生產水蜜桃、柿子、香菇等為主，在西布喬溪一帶也有養鱒廠的分佈。因當地擁有壯麗的峽谷溪流的景色，加上鄰近拉拉山、夫婦山等景點，也有神木、瀑布、曲流等生態資源等，當地也開始積極發展生態觀光產業，目前已有數個露營場地、手作步道（如鷹山步道、西布喬溪步道）、休閒農場等。